# Zala Predators 2006
Questa voce raccoglie le informazioni riguardanti gli Zala Predators nelle competizioni ufficiali e amichevoli della stagione 2006.

## Amichevoli
| Teskánd 8 aprile 2006 | Zala Predators | 6 – 53 | Styrian Stallions | Sportpálya |

| Budapest 29 luglio 2006 | Budapest Cowboys | 51 – 7 | Zala Predators | Margitszigeti Atlétikai Centrum |

| Zalaegerszeg 12 novembre 2006 | Zala Predators | 19 – 12 | Nyíregyháza Tigers | Dózsa-pálya (70 spett.) |

## Magyar American Football League 2006

### Stagione regolare
| Nagykanizsa 29 aprile 2006, ore 15:00 1ª giornata | Nagykanizsa Demons | 57 – 19 (16-0 14-6 7-0 20-13) referto | Zala Predators | Mindenki Sportpálya (300 spett.) |

| Teskánd 14 maggio 2006, ore 15:00 3ª giornata | Zala Predators | 7 – 25 (0-7 0-6 0-6 7-6) | Budapest Black Knights | Sportpálya (100 spett.) |

| Teskánd 3 giugno 2006, ore 15:00 6ª giornata | Zala Predators | - – - Non disputata per maltempo. | Győr Sharks | Sportpálya |

| Debrecen 11 giugno 2006, ore 15:00 7ª giornata | Debrecen Gladiators | 66 – 20 (20-0 27-6 6-0 13-14) Non esistono statistiche per questa partita | Zala Predators | Kinizsi Stadion (700 spett.) |

## Statistiche di squadra
| Competizione      | %Vittorie | In casa | In casa | In casa | In casa | In casa | In casa | In trasferta | In trasferta | In trasferta | In trasferta | In trasferta | In trasferta | Totale | Totale | Totale | Totale | Totale | Totale |
| Competizione      | %Vittorie | G       | V       | N       | P       | Pf      | Ps      | G            | V            | N            | P            | Pf           | Ps           | G      | V      | N      | P      | Pf     | Ps     |
| ----------------- | --------- | ------- | ------- | ------- | ------- | ------- | ------- | ------------ | ------------ | ------------ | ------------ | ------------ | ------------ | ------ | ------ | ------ | ------ | ------ | ------ |
| Stagione regolare | .000      | 1       | 0       | 0       | 1       | 7       | 25      | 2            | 0            | 0            | 2            | 39           | 123          | 3      | 0      | 0      | 3      | 46     | 148    |
| Amichevoli        | .333      | 2       | 1       | 0       | 1       | 25      | 65      | 1            | 0            | 0            | 1            | 7            | 51           | 3      | 1      | 0      | 2      | 32     | 116    |
| Totale            | .167      | 3       | 1       | 0       | 2       | 32      | 90      | 3            | 0            | 0            | 3            | 46           | 174          | 6      | 1      | 0      | 5      | 78     | 264    |

## Statistiche personali
Le statistiche dei giocatori non comprendono le amichevoli; mancano i dati di Predators-Black Knights della 3ª giornata

### Marcatori
| Giocatore | Ruolo | TD rush | TD recv | TD int | TD p.ret | TD k.ret | TD oth | Xp1 | Xp2 | FG | Saf | Totale |
| --------- | ----- | ------- | ------- | ------ | -------- | -------- | ------ | --- | --- | -- | --- | ------ |
| Dombai    |       | 2       | 0       | 0      | 0        | 0        | 0      | 0   | 0   | 0  | 0   | 12     |
| Kósa      |       | 0       | 1       | 0      | 0        | 0        | 0      | 0   | 0   | 0  | 0   | 6      |
| Galambos  |       | 0       | 0       | 0      | 0        | 0        | 0      | 1   | 0   | 0  | 0   | 1      |

### Passer rating
| Giocatore | G | Att | Comp | Int | Yds | TD | NFL   | NCAA  |
| --------- | - | --- | ---- | --- | --- | -- | ----- | ----- |
| Dombai    | 1 | 21  | 6    | 1   | 90  | 1  | 40,97 | 70,76 |
| Járfás    | 1 | 1   | 0    | 0   | 0   | 0  |       |       |
| Pais      | 1 | 1   | 0    | 0   | 0   | 0  |       |       |
| Bartha    | 1 | 0   | 0    | 0   | 0   | 0  |       |       |